# Sara Sidle
Sara Sidle (16 september 1971) is een personage uit de televisieserie CSI: Crime Scene Investigation. Ze wordt gespeeld door Jorja Fox.

## Biografie

### Jonge jaren
Sara werd geboren in Tamales Bay, anderhalf uur buiten San Francisco. Haar ouders waren ex-hippies die een bed and breakfast bestierden. Sara’s intellect, energie en nieuwsgierigheid waren veel groter dan die van een normaal kind. Ze was een perfectionist, en soms leek het of de rollen van ouders en kind waren omgedraaid.
In seizoen 5 werd onthuld dat Sara’s moeder (Laura Sidle) haar vader vermoordde in 1984. Dit omdat hij haar en Sara lichamelijk en geestelijk (waarschijnlijk ook seksueel) mishandelde. Sara belandde in een pleeggezin.

### Studie
Op de middelbare school sloot Sara liever vriendschap met leraren dan met medestudenten. Hierdoor was ze vaak alleen. Haar natuurkundeleraar wekte Sara’s interesse in wetenschap op. Ze haalde haar diploma op haar zestiende.
Sara werd toegelaten op de Harvard Universiteit met een grote studiebeurs. Ze studeerde als een van de besten van haar klas af met een Bachelor of Science in Theoretische natuurkunde.
Sara besloot om door te studeren aan de Universiteit van Californië, Berkeley. Ze studeerde af als master. Hierna begon ze met een werkstudie bij de San Francisco lijkschouwer. Van hieruit werkte ze zich omhoog naar een CSI level 2. Om bij te blijven volgde ze geregeld bijscholingen op lokale universiteiten. Dit bracht haar in contact met Gil Grissom.

### Professioneel
Gil Grissom ontmoette Sara bij een van zijn entomologielezingen, waar ze hem om advies vroeg. Hij belde haar later vanuit San Francisco om te komen helpen met de Holly Gribbs zaak, zij werd neergeschoten terwijl ze een plaats delict onderzocht. Toen deze zaak was opgelost nodigde Gil haar uit om permanent lid te worden van het Las Vegas CSI team.
Sara is momenteel een CSI level III voor het LVPD Criminalistics Bureau. Haar forensische specialiteit is materialen en elementen analyse.
Sara houdt van haar werk en is zo mogelijk nog meer geobsedeerd door een zaak dan Grissom. Al laat ze vaak haar emoties de vrije loop, vooral in zaken tegen mishandelde vrouwen. Dit kan zowel een zegen als een vloek zijn. Haar passie maakt dat ze zelfs buiten werktijd aan een zaak werkt, maar het zorgt er ook voor dat ze soms vergeet wat haar taak werkelijk is. Ze heeft problemen met autoriteiten en werd in seizoen 5 bijna ontslagen.

### Persoonlijk leven
Sara is niet getrouwd. In het derde seizoen had ze een vriend genaamd Hank Peddigrew, maar brak met hem toen ze ontdekte dat hij ook met iemand anders uitging.
Ze heeft ook een vriend, Ken Fuller, gehad. Hij is nooit in de serie getoond, maar werd benoemd in seizoen 1.
Lab techs David Phillips en Greg Sanders hadden beiden een oogje op haar, maar ze zag hen enkel als vrienden. Sara is erg goed bevriend met Nick Stokes. Hij flirt ook graag met Sara.
Sara en Gil Grissom voelen - al sinds ze elkaar leerden kennen - veel voor elkaar. Later zijn ze daar ook naar gaan handelen. Aan het einde van seizoen 6 werd onthuld dat ze een relatie hadden, wat tot enig debat leidde onder fans. Producer Carol Mendelsohn maakte echter bekend dat de relatie “niet zo nieuw was” en Grissom en Sara al een tijdje een koppel waren. In het zevende seizoen probeerden Grissom en Sara hun relatie verborgen te houden voor hun collega’s. Dit lukte aanvankelijk, totdat Sara werd ontvoerd door de "Miniature Killer" (een beruchte moordenaar die het CSI team tartte door telkens gedetailleerde schaalmodellen van de plaatsen waar ze had toegeslagen toe te sturen). Zij ontvoerde Sara als wraak op Grissom. In seizoen 8 werd de relatie tussen de twee steeds sterker en begonnen ze zelfs plannen te maken voor hun huwelijk.
In de beginjaren van de serie leek Sara een eenzaam persoon te zijn. Haar hobby's waren allemaal gerelateerd aan haar werk (luisteren naar politie scanners en het lezen van forensische tijdschriften). Ze werkte liever met lijken dan met levende mensen en wist niet goed wat te doen met kinderen. Hoewel dat niet helemaal waar was, want Sara bleef meerdere malen bij kinderen in het ziekenhuis die gewond waren geraakt bij een misdaad.
Sara’s houding streek veel mensen tegen de haren in. Toen ze tijdens de Holly-Gribbs-zaak moest samenwerken met Catherine Willows kwamen de twee geregeld in conflict.
Wellicht vanwege haar traumatische jeugd heeft Sara grote empathie voor slachtoffers van huiselijk geweld en een grote haat tegen de daders. Ze heeft ook een zwakke plek voor dieren.
In de loop der tijd is ze veranderd. Ze besloot ook interesses buiten haar werk om te zoeken. In meer recente seizoenen lijkt Sara in een neerwaartse spiraal te zijn beland nu herinneringen aan haar jeugd weer boven komen. In het vierde seizoen reed ze onder invloed van alcohol en in seizoen 5 verloor ze haar geduld met een verdachte. Toen ze dreigde te worden ontslagen wilde Grissom weten wat er gaande was, wat ertoe leidde dat ze eindelijk onthulde wat in haar jeugd was gebeurd.
In het zesde seizoen leek Sara er weer bovenop te komen. Wel was er een zaak die haar erg aangreep (aflevering The Unusual Suspect). Een 12 jaar oud meisje, dat voor de moord van haar broer wilde opdraaien. Hannah (naam van het meisje) was heel slim en wist het zo te spelen dat ze haar broer vrij wist te krijgen. In de seizoensfinale wordt het duidelijk dat Grissom en Sara een relatie hebben.
In het zevende seizoen wordt het hele CSI team achterna gezeten door een moordenaar die van elke plaats-delict een exacte kopie maakt. In de seizoensfinale Living Doll wordt Sara het slachtoffer van deze 'Miniature killer' (miniatuur moordenaar). In de eerste aflevering van het 8e seizoen Dead Doll zien we hoe Sara zich een weg weet te banen door de woestijn. In de auto van de 'Miniature killer' kan ze zich losmaken en valt haar bij het stuur aan. Als ze uit de auto springt valt ze en raakt ze zwaargewond. Ze was zo onder een in puin gereden auto gelegd, dat ze alleen haar arm kon bewegen. Naarmate het later werd, begon het te regenen en verdronk ze bijna. Toen ze onder de auto lag, mislukt haar eerste ontsnappingspoging en brak haar arm voor de 2e keer. Ze weet nog net op tijd onder de auto uit te komen. Ze wordt uiteindelijk net op tijd gevonden door Nick en Catherine.
Hoewel ze het niet laat blijken heeft Sara het er niet gemakkelijk mee. Haar relatie met Grissom is nu ook bekend onder de rest van de collega's. Vooral Ecklie maakt het haar niet gemakkelijk. Die vindt dat een supervisor geen relatie mag hebben met zijn medewerkers die lager in rang zijn, in verband met evaluatie en objectiviteit. Als hij aan Sara vraagt hoelang ze al een relatie hebben, zegt Sara: 2 jaar. Later stelt hij dezelfde vraag aan Grissom. Die zegt negen jaar.
Sara besluit uiteindelijk te vertrekken naar de dagdienst. Ze zegt dat het daglicht haar weleens goed zou kunnen doen. De werkelijke reden is natuurlijk dat ze niet wil dat Grissom in de problemen komt door hun relatie. In de dagdienst krijgt ze de taak om een nieuwe CSI'er in te werken, Ronnie Lake. Hoewel het in het begin nogal stroef loopt tussen die twee, kunnen ze het uiteindelijk goed vinden.
In de vierde aflevering krijgt ze een huwelijksaanzoek van Grissom. Grissom vroeg het echt in een opwelling 'maybe we should get married', waarop Sara's antwoord is 'Yeah let's do it'. In deze aflevering was ook de eerste kus op tv. Helaas hadden ze een soort van helmen op waardoor deze nogal mislukte.

### Vertrek
In de aflevering Goodbye en Goodluck komt er weer een oude zaak boven water. Voor de tweede keer in korte tijd krijgt Sara te maken met Hannah (zie The Unusual Suspect seizoen zes). Hannah gaat inmiddels naar Harvard. Dit keer zijn de rollen omgedraaid. Vorige keer wilde Hannah opdraaien een moord die haar broer had gepleegd. Nu wilde ze haar broer laten opdraaien voor een moord die zij had gepleegd. Later pleegt haar broer Marlon zelfmoord, als hij in de cel zit. Als Sara dit later aan Hannah vertelt, wil ze het eerst niet geloven. Pas als Sara de foto's laat zien gelooft ze het en barst ze in tranen uit. Sara kan het niet over haar hart verkrijgen het meisje te troosten, na alles wat ze had gedaan.
Nadat ze het Hannah heeft verteld, gaat ze naar Grissom die op dat moment staat te praten met David Hodges. Ze geeft hem een zoen en gaat dan naar de kluisjes. Ze trekt haar CSI vest uit, en haalt het naamplaatje eraf. Dan legt ze het in Ronnies kluisje met 'Good Luck' erop. Ook laat ze een brief achter voor Grissom, waarin ze haar reden van vertrek uitlegt. Ze zegt ook dat ze terug is naar San Francisco.
Hoewel het vertrek nogal plotseling was, kon men het wel aan zien komen in deze aflevering. Zo verloor ze haar geduld tijdens het verhoor met Hannah. Iets wat haar nog nooit was gebeurd in die zeven jaar. Althans niet bij zaken die niets te doen hadden met huiselijk geweld. Ook zat er bloed op haar schoenen. Deze schoenen gooide ze weg, alleen om die reden.

## Terugkeer
In overleg met actrice Jorja Fox besloten de schrijvers van de serie om Sara niet om te laten komen, zoals dat tot nu toe bij de meeste personages die een CSI-serie verlieten was gebeurd. Dit om de mogelijkheid dat Sara ooit terugkeert open te houden.
In verband met de laatste aflevering van het 8e seizoen waarin Warrick Brown wordt vermoord, keert Sara in de eerste aflevering van seizoen 9 als gastpersonage terug om de begrafenis bij te wonen. Ook is ze later nog een aantal keer te zien in dit seizoen. Ze is voor het laatst te zien in de 10e aflevering One to go waar Grissom vertrekt uit Las Vegas en zijn geliefde opzoekt in Costa Rica.
In seizoen 10 komt Sara definitief terug naar Las Vegas omdat Riley Adams is vertrokken. Ze is inmiddels getrouwd met Grissom, maar mede door de afstand komt hun huwelijk steeds meer onder druk te staan. In seizoen 13 komt er een einde aan hun relatie waar Sara het erg moeilijk mee heeft. In dezelfde aflevering Forget me not ontmoeten we haar moeder, Laura, die in een instelling verblijft.
Sara is tot het einde van de serie te zien.

## Trivia
- Sara heeft een kleine tatoeage op haar enkel.
- Ze heeft vroeger gerookt ("Cool Change"), maar draagt ondanks dat ze gestopt is nog altijd een aansteker bij zich ("Face Lift")
- Ze haat bijen ("Sex, Lies and Larvae")
- Volgens haar CBS-karakterprofiel is Sara enig kind. In een aflevering vertelt ze Grissom echter dat ze een zak wiet onder haar broer’s bed vond. Waarschijnlijk heeft ze het hier over een pleegbroer uit een van de pleeggezinnen waar ze in heeft gezeten.
- Ze is vegetariër. In Face Lift vertelt ze Warrick dat sinds ze met Grissom de hele nacht een dood varken heeft bestudeerd in Sex, Lies and Larvae ze geen vlees meer heeft gegeten.